# South Greeley
South Greeley é uma Região censo-designada localizada no estado norte-americano de Wyoming, no Condado de Laramie.

## Demografia
Segundo o censo norte-americano de 2000, a sua população era de 4201 habitantes.

## Geografia
De acordo com o United States Census Bureau tem uma área de
4,4 km², dos quais 4,4 km² cobertos por terra e 0,0 km² cobertos por água.

## Localidades na vizinhança
O diagrama seguinte representa as localidades num raio de 48 km ao redor de South Greeley.